# Waterloos (achternaam)

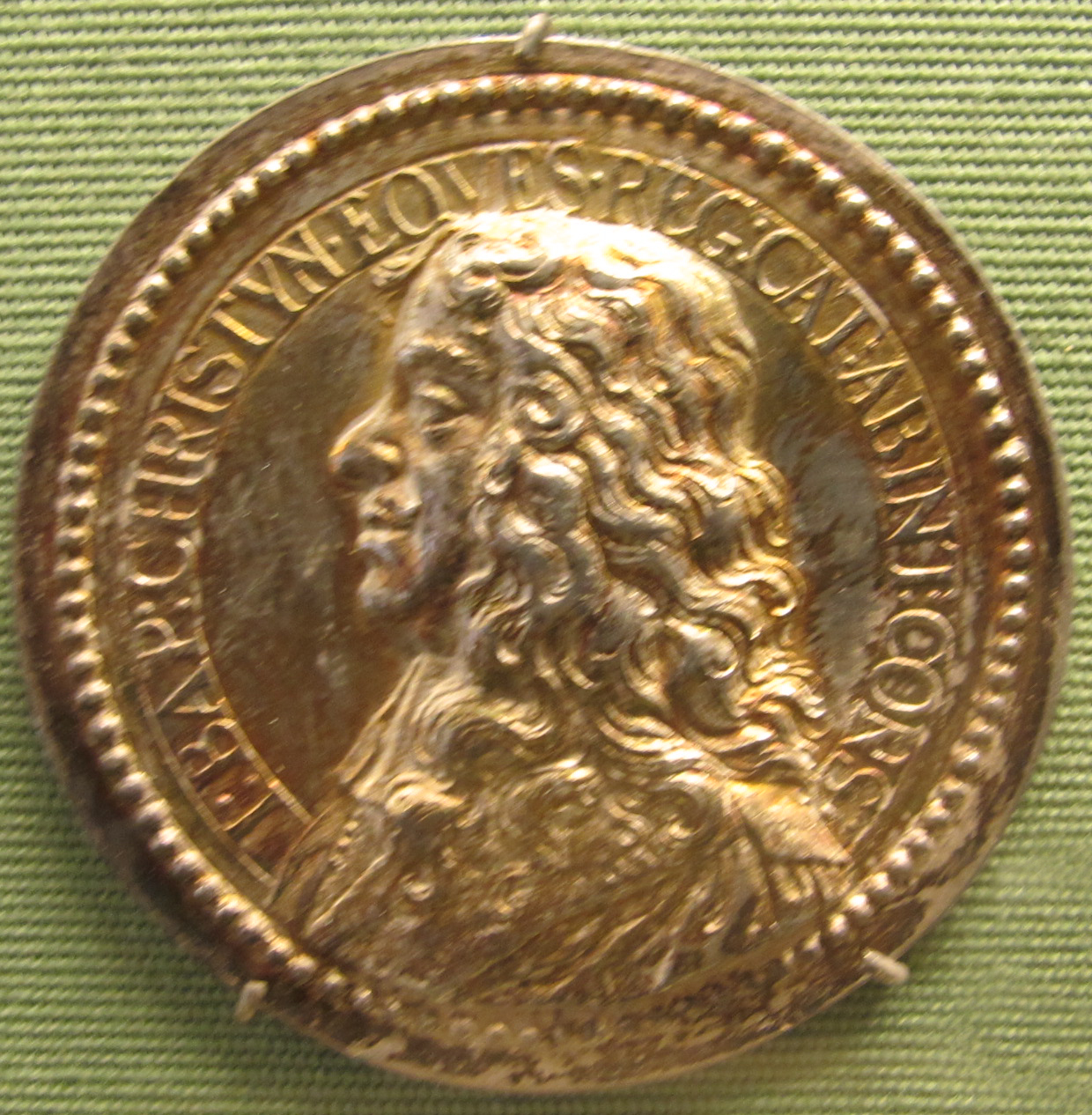
Adriaen Waterloos, Jan Baptist Christyn, 1674

Waterloos is de familienaam van een familie van edelsmeden, medailleurs en zegelsnijders. De kunstzinnige familie kwam uit de Zuidelijke Nederlanden.
- Sijbrecht (of Sigebert, Sibrecht, Sybrecht) Waterloos I (overleden te Brussel op 30 augustus 1624), zegelsnijder en edelsmid. Hij was een neef van de Vlaamse beeldhouwer Jacques Jonghelinck en volgde op diens voorspraak hem in 1600 op als zegelgraveur voor aartshertog Albrecht en aartshertogin Isabella. Tevens was hij vanaf 1618 controleur van goud- en zilverwerk van beide vorsten en werd hij in 1621 (toen Albrecht overleed) belast met het graveren van de staatswapens met de beeltenis van Filips IV.[1] Hij was getrouwd met diens nicht Catharina van der Jeught.
- Denijs Waterloos I (Brussel, 1593 - aldaar, 1647), medailleur en portrettenmaker van leden van Huis Croÿ en aartshertogen (zoon van Sijbrecht I).
- Sijbrecht (of Sigebert, Sybrecht, Ghysbrecht) Waterloos II (Brussel, 1596 - aldaar, 1674), edelsmid (zoon van Sijbrecht I), opvolger van zijn vader als controleur. In 1635 wordt hij voor het eerst genoemd als taxateur van de gouden en zilveren werken van de provincie Brabant. A. de Witte schrijft in zijn Histoire monetaire des comtes de Louvain (1899) dat hij tussen 1635 en 1671 munttaxateur was voor goud en zilver te Brussel. Hij sneed ook zegels en muntstempels voor medailles. Samen met zijn broer Adriaan werkte hij onder andere aan een portretmedaille van kardinaal-enfant Don Ferdinand en een medaille van Filips IV. Er zijn twee zilveren kistjes van hem bekend, die werden gemaakt voor boodschappers van het ministerie van financiën.[1]
- Adriaan Waterloos (Brussel, 8 maart 1598 - aldaar, 10 augustus 1681), medailleur en zegelsnijder (zoon van Sijbrecht I). Hij was een van de belangrijkste medailleurs in de Nederlanden uit de 17de eeuw. In 1661 was hij lid van de Raad van Financiën en in 1664 werd hij muntmeester-generaal.
- Denijs Waterloos II (Brussel, gedoopt 8 december 1628 - aldaar, 1715), medailleur (zoon van Denijs I), werkte samen met Adriaan Waterloos (zijn oom). Tevens publiceerde hij twee boeken over heraldiek.